# Болест знојења
Болест знојења, такође позната као зној, енглеска болест знојења, енглески зној или sudor anglicus на латинском, била је мистериозна и заразна болест која је погодила Енглеску и касније континенталну Европу у низу епидемија почевши од 1485. Друге велике епидемије енглеске болести знојења догодиле су се 1508, 1517 и 1528, са последњим избијањем 1551, након чега је болест наводно нестала. Појава симптома је била изненадна, а смрт је често наступила у року од неколико сати. Епидемије знојења биле су јединствене у поређењу са другим епидемијама болести тог времена: док су друге епидемије биле доминатне у урбаним срединама и дуго су трајале, случајеви болести знојења су се брзо повећали и повукли, и снажно су погодили рурално становништво. Његов узрок остаје непознат, иако се претпоставља да је одговорна непозната врста хантавируса.
Томас Форестије, лекар током прве епидемије, дао је писани извештај о сопственим искуствима са болешћу знојења 1485. Форестиер је ставио велики нагласак на изненадни недостатак даха који се обично повезује са последњим сатима пацијената. Његова запажања указују на плућну компоненту болести.

## Преношење
Начин преноса углавном остаје мистерија. Преостало је само неколико доказа у писаној форми. Упркос томе што је у великој мери утицала на сеоску и радничку класу тог времена, болест знојења није дискриминисала, јер није била мања вероватноћа да погађа младе, наизглед добре мушкарце, укључујући оне из елитних или привилегованих класа. На основу евидентираних података, стопа смртности међу жртвама била је највећа код мушкараца старости 30-40 година. Чињеница да је заразила све нивое друштва, од богатих до сиромашних, проузроковала је да болест добија разне надимке, као што су Stoop Gallan или Stoop Knave.
Велики број људи присутних у Лондону да присуствују крунисању Хенри VII Тјудора можда је убрзало ширење болести, као и многих других патогена који се преносе ваздухом.

## Узрок
Узрок је непознат. Извори из тог времена као и данас за узроке су наводили канализацију, лоше санитарне услове и контаминиране залихе воде. Прва потврђена епидемија била је у августу 1485. на крају Ратова ружа, што је довело до спекулација да су је из Француске можда донели француски плаћеници. Међутим, ранија епидемија је можда захватила град Јорк у јуну 1485. године, пре него што се војска Хенрија Тјудора искрцала, иако записи о симптомима болести нису довољно адекватни да би били сигурни. Без обзира на то, Croyland Chronicle помиње да је Томас Стенли, 1. гроф од Дербија, навео болест знојења као разлог да се не придружи војсци Ричард III у битки код Босворта.
Повратна грозница, болест коју преносе крпељи и вашке, предложена је као могући узрок. Најчешће се јавља током летњих месеци, као и првобитна болест знојења. Међутим, повратна грозница је обележена истакнутим црним крастама на месту убода крпеља и накнадним осипом на кожи.
Сугестија о тровању ерготом је искључена као могући узрок због тога што Енглеска пање гаји пољопривредну културу ражи (главног узрока ерготизма) од остатка Европе.
Истраживачи су приметили да се симптоми преклапају са хантавирусним плућним синдромом и предложили су непознати хантавирус као узрок. Врсте хантавируса су зоонотске болести које преносе слепи мишеви, глодари и неколико инсективода. Дељење сличних трендова (укључујући сезонске појаве, флуктуације више пута годишње и повремене појаве између великих избијања) сугерише да је енглеска болест знојења можда била преношена глодарима. Епидемиологија хантавируса корелира са трендовима енглеске болести знојења. Хантавирусне инфекције углавном не погађају новорођенчад, децу или старије особе, док углавном погађају одрасле особе средњих година. За разлику од већине епидемија средњег века, енглеска болест знојења је такође претежно погађала средовечну популацију. Критика ове хипотезе је да савремени хантавируси, за разлику од болести знојења, не нестају насумично и могу се видети да утичу на изоловане људе. Други стручњаци су сматрали да се болест знојења преноси са човека на човека, док се хантавируси ретко шире на тај начин. Међутим, инфекција путем контакта са људима је предложена у епидемијама хантавируса у Аргентини.
Године 2004, микробиолог Едвард Максвеган је сугерисао да је болест можда била избијање тровања антраксом. Он је претпоставио да су жртве могле бити заражене спорама антракса присутним у сировој вуни или зараженим животињским лешевима, и предложио је ексхумацију жртава ради тестирања.
Постојали су бројни покушаји да се утврди порекло болести методама молекуларне биологије, али су сви експерименти до сада пропали због недостатка ДНК или РНК.